# Maksimilijan I. Mehiški
Nadvojvoda Ferdinand Maksimilijan Habsburško-Lotarinški * 6. julij 1832, Schönbrunn, Dunaj, Avstrijsko cesarstvo, † 19. junij 1867, Santiago de Querétaro, Mehika, mlajši brat cesarja Franca Jožefa, je bil kot Maksimilijan I. Mehiški, habsburški cesar Mehike. 

## Življenje
Ferdinand Maksimilijan Habsburško-Lotarinški (Ferdinand Maximilian Joseph Maria) se je rodil kot drugi sin nadvojvode Franca Karla (mlajšega sina svetega rimskega cesarja Franca I.) in Zofije Bavarske v palači Schönbrunn na Dunaju.
Po karieri v avstrijski vojni mornarnici je s podporo francoskega cesarja Napoleona III. in mehiških monarhistov 10. aprila 1864 postal mehiški cesar. Mnogo držav, med drugim tudi Združene države Amerike, niso priznale njegove vladavine. Položaj se je do leta 1867 zelo poslabšal zaradi propada evropske intervencije, slabega gospodarskega stanja in notranjih nesporazumov, nakar so uporniške sile, ki jih je že od začetka evropske intervencije vodil Benito Juárez, dokončno premagale najemnike (Meksikajnarji in Francoska tujska legija) ter mehiško cesarsko vojsko pri Queretaru. Cesarja Maksimilijana in njegova generala, Miramona in Mejio, so pred vojaškim sodiščem obsodili na smrt z ustrelitvijo, ki je bila izvršena 19. junija 1867.

## Maksimilijan I. v slovenski književnosti
- May, Karl: Beračeve skrivnosti ali Preganjanje okoli sveta: Velik roman, poln razkritja skrivnostij človeške družbe. Spisal Ramon Diaz de la Escosura, prestavil grof Sokolski, Dunaj, 1901, dLib. 1968 pri MK pod naslovom Benito Juarez.
- Rupel, Dimitrij Maks: roman o maksizmu ali Boj med veličino in veličino, Koper, Lipa, 1983 (COBISS)
- Kastelic, Franc Meksikajnarska ekspedicija, Murska Sobota, Eurotrade Print, 2004 (COBISS)

## Grad Miramar
Zakonca sta si v Grljanu pri Trstu dala zgraditi Grad Miramar, ki je bil po načrtih avstrijskega arhitekta Carla Junkerja (1827–1881) zgrajen med letoma 1856 in 1860.